# Fußball-Bundesliga 2011-2012 (Austria)
La Fußball-Bundesliga 2011-2012 (chiamata ufficialmente tipp-3 Bundesliga powered by T-Mobile per motivi di sponsorizzazione) è stata la 100ª edizione del campionato di calcio austriaco. La stagione è iniziata il 16 luglio 2011 ed è terminata il 17 maggio 2012; la pausa invernale ha avuto una durata di quasi due mesi (dal 19 dicembre 2011 al 10 febbraio 2012).
Il Salisburgo ha conquistato il settimo titolo della sua storia con due giornate d'anticipo, riportando il trofeo a Salisburgo dopo due anni. Il Kapfenberger è retrocesso in Erste Liga.

## Novità
L'Admira Wacker Mödling, vincitore della Erste Liga, era stato promosso al posto del retrocesso LASK Linz.

## Regolamento
Le squadre si sono affrontate in un doppio girone di andata e ritorno, per un totale di 36 giornate.

La squadra campione è ammessa al secondo turno di qualificazione della UEFA Champions League 2012-2013.

La seconda e la terza classificata sono ammesse al secondo turno di qualificazione della UEFA Europa League 2012-2013.

L'ultima classificata è retrocessa in Erste Liga.

## Squadre partecipanti
| Club             | Città            | Stadio                 | Posizione 2010-2011    |
| ---------------- | ---------------- | ---------------------- | ---------------------- |
| Admira Wacker M. | Mödling          | Bundesstadion Südstadt | 1º posto in Erste Liga |
| Austria Vienna   | Vienna           | Franz Horr             | 3º posto               |
| Kapfenberger     | Kapfenberg       | Franz Fekete           | 8º posto               |
| Mattersburg      | Mattersburg      | Pappelstadion          | 9º posto               |
| Rapid Vienna     | Vienna           | Gerhard Hanappi        | 5º posto               |
| Ried             | Ried im Innkreis | Keine Sorgen Arena     | 4º posto               |
| Salisburgo       | Salisburgo       | Wals-Siezenhem         | 2º posto               |
| Sturm Graz       | Graz             | Graz-Liebenau          | Campione d'Austria     |
| Wacker Innsbruck | Innsbruck        | Tivoli-Neu             | 6º posto               |
| Wiener Neustadt  | Wiener Neustadt  | Wr. Neustädter         | 7º posto               |

## Classifica finale
|                    | Pos. | Squadra          | Pt | G  | V  | N  | P  | GF | GS | DR  |
| ------------------ | ---- | ---------------- | -- | -- | -- | -- | -- | -- | -- | --- |
| Austria (bandiera) | 1.   | Salisburgo       | 68 | 36 | 19 | 11 | 6  | 60 | 30 | +30 |
|                    | 2.   | Rapid Vienna     | 62 | 36 | 16 | 14 | 6  | 52 | 30 | +22 |
|                    | 3.   | Admira Wacker M. | 55 | 36 | 15 | 10 | 11 | 59 | 52 | +7  |
|                    | 4.   | Austria Vienna   | 54 | 36 | 14 | 12 | 10 | 52 | 44 | +8  |
|                    | 5.   | Sturm Graz       | 51 | 36 | 12 | 15 | 9  | 47 | 41 | +6  |
|                    | 6.   | Ried             | 48 | 36 | 11 | 15 | 10 | 44 | 38 | +6  |
|                    | 7.   | Wacker Innsbruck | 45 | 36 | 10 | 15 | 11 | 36 | 45 | -9  |
|                    | 8.   | Mattersburg      | 38 | 36 | 9  | 11 | 16 | 41 | 43 | -2  |
|                    | 9.   | Wiener Neustadt  | 33 | 36 | 6  | 15 | 15 | 26 | 51 | -25 |
|                    | 10.  | Kapfenberger     | 23 | 36 | 5  | 8  | 23 | 21 | 64 | -43 |

Legenda:

      Campione d'Austria e ammessa alla UEFA Champions League 2012-2013

      Ammesse alla UEFA Europa League 2012-2013.

      Retrocessa in Erste Liga 2012-2013

## Risultati
|                  | Adm     | Aus     | Kap     | Mat     | Rap     | Rie     | Sal     | Stu     | Wac     | Wie     |
| ---------------- | ------- | ------- | ------- | ------- | ------- | ------- | ------- | ------- | ------- | ------- |
| Admira           | ––––    | 0-3 3-2 | 1-1 3-1 | 2-1 0-1 | 4-3 0-4 | 1-1     | 2-1 2-2 | 4-2 2-0 | 3-2 1-1 | 3-0 2-0 |
| Austria Vienna   | 2-4 2-1 | ––––    | 5-0 0-1 | 0-0 1-0 | 1-1 0-0 | 2-1 2-0 | 3-2 1-1 | 2-1 1-1 | 2-2 3-0 | 2-2 3-1 |
| Kapfenberger     | 0-0 2-3 | 2-2 1-0 | ––––    | 1-0 1-1 | 0-0 0-2 | 1-3 0-0 | 1-3 0-1 | 3-0 0-0 | 2-3 0-1 | 0-2 1-0 |
| Mattersburg      | 0-0 1-2 | 2-4 2-0 | 2-0     | ––––    | 1-2 0-1 | 2-3 4-1 | 3-0 0-1 | 3-3 0-2 | 1-1 0-1 | 1-2 0-1 |
| Rapid            | 2-0 2-1 | 0-3 0-0 | 5-1 3-0 | 1-1     | ––––    | 0-0 1-0 | 4-2 0-1 | 3-2 1-1 | 0-0 2-0 | 1-1 2-1 |
| Ried             | 1-1 2-1 | 2-1 0-1 | 1-0 3-0 | 2-0     | 1-1 2-3 | ––––    | 1-3 0-1 | 1-1     | 1-0 1-1 | 2-0 2-2 |
| Salisburgo       | 2-1 2-0 | 2-0 3-0 | 6-0 2-0 | 0-0 0-1 | 0-0 3-1 | 1-1 2-0 | ––––    | 1-1 0-0 | 1-1 2-0 | 3-0 2-1 |
| Sturm Graz       | 3-1 0-3 | 5-1 3-1 | 1-0 2-1 | 2-2 1-0 | 1-0 0-0 | 1-0 0-0 | 2-1 2-2 | ––––    | 1-1 1-0 | 5-0 0-1 |
| Wacker Innsbruck | 2-2 2-1 | 0-0 0-1 | 3-1 2-0 | 1-1 3-6 | 0-3 2-1 | 0-5 0-0 | 0-1 1-1 | 1-0 1-1 | ––––    | 2-0     |
| Wiener Neustadt  | 0-0 1-4 | 1-1 0-0 | 2-0 0-0 | 1-2 0-0 | 0-2 0-0 | 2-2 1-1 | 0-0 1-5 | 3-1 0-0 | 0-0     | ––––    |

## Classifica marcatori
| Gol |  |  | Giocatore              | Squadra          |
| --- |  |  | ---------------------- | ---------------- |
| 14  |  |  | Jakob Jantscher        | Salisburgo       |
| 14  |  |  | Stefan Maierhofer      | Salisburgo       |
| 12  |  |  | Darko Bodul            | Sturm Graz       |
| 12  |  |  | Patrick Bürger         | Mattersburg      |
| 12  |  |  | Roland Linz            | Austria Vienna   |
| 11  |  |  | Patrik Ježek           | Admira Wacker M. |
| 10  |  |  | Philipp Hosiner        | Admira Wacker M. |
| 9   |  |  | Deni Alar              | Rapid Vienna     |
| 8   |  |  | Nacer Barazite         | Austria Vienna   |
| 8   |  |  | Roman Kienast          | Sturm Graz       |
| 8   |  |  | Atdhe Nuhiu            | Rapid Vienna     |
| 8   |  |  | Christopher Wernitznig | Wacker Innsbruck |
| 7   |  |  | Guido Burgstaller      | Rapid Vienna     |
| 7   |  |  | Anel Hadžić            | Ried             |

## Verdetti
- Campione d'Austria:  Salisburgo
- In UEFA Champions League 2012-2013:  Salisburgo (al secondo turno di qualificazione)
- In UEFA Europa League 2012-2013:  Rapid Vienna (al terzo turno di qualificazione),  Admira Wacker M. e  Ried (al secondo turno di qualificazione)
- Retrocessa in Erste Liga 2012-2013:  Kapfenberger